# بریاکینوماب
بریاکینوماب (انگلیسی: Briakinumab)نوعی آنتی‌بادی مونوکلونال انسانی است که با هدف درمان آرتریت روماتوئید, بیماری التهابی روده و ام‌اس تولید شده است. این دارو, اینترلوکین 12 را هدف قرار می‌دهد.
این دارو در حال حاضر مراحل کارآزمایی بالینی را می‌گذراند.